# Chiesa della Conversione di San Paolo (Flero)
La chiesa della Conversione di San Paolo è la parrocchiale di Flero, in provincia e diocesi di Brescia; fa parte della zona pastorale di Bagnolo Mella.

## Storia
L'originaria chiesa flerese, menzionata per la prima volta nel 1186 e nota con il titolo di San Paolo, sorse probabilmente nel Basso Medioevo; divenne parrocchiale nel Quattrocento e il giuspatronato apparteneva al capitolo della cattedrale di Brescia e in quel medesimo secolo fu eretto il campanile. Nel 1566 il vescovo Domenico Bollani visitò la chiesa e 1591 venne registrato il nuovo titolo della Conversione di San Paolo.
Nel 1721 fu costruita la nuova parrocchiale, probabilmente su disegno di Antonio Corbellini, e nello stesso anno venne sopraelevato il campanile; nel 1905 vennero eseguite le decorazioni dall'artista Eliodoro Coccoli e il 12 maggio 1918 fu impartita la consacrazione dal vescovo Giacinto Gaggia.
L'edificio venne restaurato nel 2003 e consolidato nel 2007; nel 2010 fu poi costruito il nuovo altare postconciliare rivolto verso l'assemblea.

## Descrizione

### Facciata
La facciata della chiesa, che è a capanna, è spartita da una cornice marcapiano in due registri; quello inferiore, ai lati del quale si sviluppano due corpi più arretrati, presenta il portale d'ingresso, mentre quello superiore, coronato dal timpano di forma triangolare, è caratterizzato da una bifora.

### Interno
L'interno dell'edificio è costituito da tre navate, abbellite da pitture murali e da stucchi; al termine dell'aula si sviluppa il presbiterio, dotato di cantorie, a pianta quadrangolare e chiuso dall'abside ad andamento piano.
Opere di pregio qui conservate sono la pala dell'altre maggiore raffigurante  San Paolo caduto da cavallo, eseguita da Grazio Cossali, le rappresentazioni dei Quindici Misteri del Rosario, realizzate da Pietro Righi, il quadro con soggetto Santa Margherita da Cortona, dipinto da Paolo Rossini, la Via Crucis, anch'essa del Rossini, le due tele ritraenti Sant'Antonio di Padova e San Firmo, dipinte da Ippolito Filippi, e l'organo, costruito nel XIX secolo e modificato all'inizio del Novecento.